# Fair Oaks Ranch
Fair Oaks Ranch é uma cidade localizada no estado norte-americano do Texas, no Condado de Bexar e Condado de Comal e Condado de Kendall.

## Demografia
Segundo o censo norte-americano de 2000, a sua população era de 4695 habitantes.
Em 2006, foi estimada uma população de 5900, um aumento de 1205 (25.7%).

## Geografia
De acordo com o United States Census Bureau tem uma área de 18,5 km², dos quais 18,5 km² cobertos por terra e 0,0 km² cobertos por água.

## Localidades na vizinhança
O diagrama seguinte representa as localidades num raio de 16 km ao redor de Fair Oaks Ranch.